# 桑田義文
桑田 義文（くわだ よしふみ、1960年10月23日 - ）は日本の実業家。全国農業協同組合連合会（全農）代表理事理事長

## 来歴
東京都出身。早稲田大学法学部卒業後、1983年 全国農業協同組合連合会（全農）入会。長く飼料事業を担当してきた。2011年1月 全農本所畜産生産部次長。2012年7月19日 全農本所畜産生産部長。2014年8月1日 全農本所畜産総合対策部長。2015年7月 全農常務理事。2019年7月26日から全農代表理事専務。2024年7月30日から全農代表理事理事長。

## 略歴
- 1983年4月：全国農業協同組合連合会（全農）入会。
- 2008年2月1日：全農本所畜産生産部総合課長[4]。
- 2011年1月：全農本所畜産生産部次長。
- 2012年7月19日：全農本所畜産生産部長[3]。
- 2014年8月1日：全農本所畜産総合対策部長。
- 2015年7月：全農常務理事。
- 2019年7月26日：全農代表理事専務。
- 2024年7月30日：全農代表理事理事長。